# Schwartling

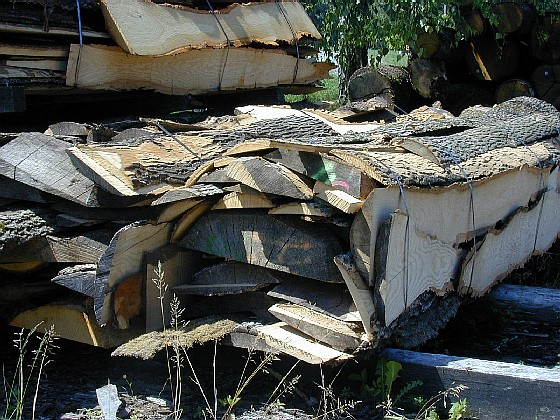
Schwartlinge

Schwartling bezeichnet im bayerischen und österreichischen Alpenraum ein Stück Schnittholz, bei dem die Rinde vor dem Aufschneiden mit der Gattersäge nicht entfernt wurde. Je nach Region wird die Bezeichnung nur für das erste und letzte vom Stamm gesägte Brett als auch für alle Bretter mit Rinde – auch an den Seitenkanten – verwendet. Weitere regional gebräuchliche Bezeichnungen sind Schwartlink, Schwattling oder Schwärtling.

## Beschreibung
Um beim Aufsägen von Baumstämmen mit einer Gattersäge rechtwinklige Bretter ohne Rinde zu erhalten, sind mehrere Arbeitsschritte notwendig. Wesentlich einfacher ist es, den Stamm als Ganzes aufzusägen. Die so geschnittenen Bretter, die unregelmäßige Kanten haben und entweder auf einer Seite ganz oder nur an den Außenkanten noch mit Rinde bedeckt sind, nennt man Schwartlinge.
Vermutlich stammt der Begriff daher, dass das Holz mit Rinde (der „Schwarte“) verarbeitet wird.

## Holzarten
Bei Nadelhölzern wird in der Regel die Rinde bereits im Wald direkt nach dem Fällen des Baumes entfernt, um Schädlingsbefall zu vermeiden. Schwartlinge finden sich deshalb fast ausschließlich nur bei anderen Holzarten.

## Verwendung
Schwartlinge kommen überall dort zum Einsatz, wo maßgerechtes Schnittholz nicht zwangsweise benötigt wird. Insbesondere früher, als die Verarbeitung und der Transport des Holzes sehr aufwendig waren, wurden Schwartlinge beispielsweise als Verkleidung von Wohn- und Wirtschaftsgebäuden oder für Zäune eingesetzt. Zudem fiel bei dieser Verarbeitungsmethode so gut wie kein teurer Verschnitt an. Wegen moderner maschineller Verarbeitung, die auch für Lagerung und Transport auf genormte Maße ausgerichtet ist, sind Schwartlinge als Nutzholz heute seltener geworden als früher. Die äußeren Bretter und der Verschnitt werden oft direkt im Sägewerk zu Hackschnitzel oder Pellets verarbeitet. Bretter mit Rinde an den Außenkanten werden jedoch auch bewusst als Stilelement für rustikale Einrichtungen oder Außenverkleidungen eingesetzt.